# Ralph Schon
Ralph Schon (ur. 20 stycznia 1990 w Wiltz) – luksemburski piłkarz występujący na pozycji bramkarza w klubie FC Wiltz 71. Reprezentant kraju.

## Kariera piłkarska

### Kariera klubowa
Wychowanek FF Norden 02, w którym w 2006 rozpoczął karierę piłkarską. W 2016 przeszedł do UNA Strassen. Po czterech latach gry w tym klubie podpisał kontrakt z FC Wiltz 71.

### Kariera reprezentacyjna
13 listopada 2016 zadebiutował w seniorskiej reprezentacji Luksemburga przeciwko Holandii.

## Statystyki

### Klubowe
| Sezon   | Klub         | Kraj       | Rozgrywki         | Mecze | Gole |
| ------- | ------------ | ---------- | ----------------- | ----- | ---- |
| 2011/12 | FF Norden 02 | Luksemburg | Éierepromotioun   | 11    | 0    |
| 2012/13 | FF Norden 02 | Luksemburg | Éierepromotioun   | 4     | 0    |
| 2013/14 | FF Norden 02 | Luksemburg | Éierepromotioun   | 26    | 0    |
| 2014/15 | FF Norden 02 | Luksemburg | 1.Division        | ?     | ?    |
| 2015/16 | FF Norden 02 | Luksemburg | Éierepromotioun   | 26    | 0    |
| 2016/17 | UNA Strassen | Luksemburg | Nationaldivisioun | 24    | 0    |
| 2017/18 | UNA Strassen | Luksemburg | Nationaldivisioun | 22    | 0    |
| 2018/19 | UNA Strassen | Luksemburg | Nationaldivisioun | 25    | 0    |
| 2019/20 | UNA Strassen | Luksemburg | Nationaldivisioun | 17    | 0    |
| 2020/21 | FC Wiltz 71  | Luksemburg | Nationaldivisioun | 23    | 0    |

### Reprezentacyjne
| 1.  | 13.11.2016 | Luksemburg | Holandia                      | 1:3 | el. MŚ 2018          |
| 2.  | 25.03.2017 | Luksemburg | Francja                       | 1:3 | el. MŚ 2018          |
| 3.  | 28.03.2017 | Hesperange | Republika Zielonego Przylądka | 0:2 | Mecz towarzyski      |
| 4.  | 04.06.2017 | Luksemburg | Albania                       | 2:1 | Mecz towarzyski      |
| 5.  | 09.06.2017 | Rotterdam  | Holandia                      | 0:5 | el. MŚ 2018          |
| 6.  | 22.03.2018 | Ta'Qali    | Malta                         | 1:0 | Mecz towarzyski      |
| 7.  | 05.06.2018 | Luksemburg | Gruzja                        | 1:0 | Mecz towarzyski      |
| 8.  | 15.10.2018 | Luksemburg | San Marino                    | 3:0 | Liga Narodów 2018/19 |
| 9.  | 02.06.2019 | Luksemburg | Madagaskar                    | 3:3 | Mecz towarzyski      |
| 10. | 05.09.2019 | Belfast    | Irlandia Północna             | 0:1 | Mecz towarzyski      |
| 11. | 15.10.2019 | Aalborg    | Dania                         | 0:4 | Mecz towarzyski      |
| 12. | 07.10.2020 | Luksemburg | Liechtenstein                 | 1:2 | Mecz towarzyski      |
| 13. | 17.11.2020 | Luksemburg | Azerbejdżan                   | 0:0 | Liga Narodów 2020/21 |

| Reprezentacja Luksemburga | Reprezentacja Luksemburga | Reprezentacja Luksemburga |
| Rok                       | Mecze                     | Gole                      |
| ------------------------- | ------------------------- | ------------------------- |
| 2016                      | 1                         | 0                         |
| 2017                      | 4                         | 0                         |
| 2018                      | 3                         | 0                         |
| 2019                      | 3                         | 0                         |
| 2020                      | 2                         | 0                         |
| Razem                     | 13                        | 0                         |